# Klaudia Sorok
Klaudia Sorok (* 21. Februar 1998) ist eine ungarische Hürdenläuferin, die sich auf die 100-Meter-Distanz spezialisiert hat.

## Sportliche Laufbahn
Ihren ersten Wettkampf bei internationalen Meisterschaften bestritt Klaudia Sorok bei den U18-Weltmeisterschaften 2015 in Cali, bei denen sie mit 13,64 s im Halbfinale ausschied. 2016 nahm sie an den U20-Weltmeisterschaften im polnischen Bydgoszcz teil, schied dort aber bereits in der ersten Runde aus. Ein Jahr später qualifizierte sie sich für die U20-Europameisterschaften in Grosseto und belegte dort in 13,72 s den siebten Platz. Zudem schied sie mit der ungarischen 4-mal-100-Meter-Staffel in der ersten Runde aus.
2017 wurde Sorok ungarische Meisterin über 100 m Hürden.

## Persönliche Bestleistungen
- 100 m Hürden: 13,27 s (+1,6 m/s), 10. Juni 2017 in Székesfehérvár
  - 60 m Hürden (Halle): 8,25 s, 20. Januar 2018 in Budapest